# 新彈彈堂
《新彈彈堂》是一個射擊對戰的網頁遊戲。在遊戲中玩家可以強化各種裝備（不含時裝），也可到遠征碼頭和勇士大廳打怪，來提升自己的等級。官方於2013年8月22日正式宣布 12：00公測全面啟動。

## 基本操作
遊戲裡包含了兩種形式操作：
1. 鍵盤操作：　
  - “←、→”：控制人物在地圖上左右移動。
  - “↑、↓”：控制人物發射炮彈的角度。
  - “空格”：控制炮彈發射的力度。[2]
2. 滑鼠操作。

## 裝備道具系統(背包)
- 裝備加道具欄有48格，共3頁，一共有144格。[3]
- 作戰型裝備可強化、可轉移、可被合成、可鑲嵌、可出售，無需續費。
- 時裝型裝備可續費(不含永久的)、可出售，婚戒可被合成、可鑲嵌、可出售，無需續費。
- 手鐲於25等開放；項鍊於30等開放；戒指於35等開放；徽章於40等開放，四者皆可精煉、可被合成、可鑲嵌，無需續費。[4]

### 裝備品質
- 裝備分成綠、藍、紫、紅、橘色5種品質。
- 品質越好，效果也越好（部分裝備不一定）。

### 裝備類型
- 作戰型裝備：
  - 攻擊型：武器與聖器。
  - 防具型：兜帽、戰衣、護腿、戰靴。
  - 輔助型：副手、手鐲、項鍊、戒指、徽章。
- 時裝型裝備：帽子、眼鏡、衣服、臉飾、眼睛、變裝、婚戒、翅膀。[5]

### 道具系統
- 放置在道具欄裡的有：強化石、魔晶石、活動任務道具、效果卡、精練石、經驗藥水、進階石等等。
- 有些道具可以疊加，但有些不行。
- 道具欄裡的東西有些可出售。

## 鐵匠鋪系統
- 強化系統：可強化到所需等級的裝備，但時裝不能強化。
- 合成系統：需有一定的金幣和材料來合成道具與裝備。
- 鑲嵌系統：藉由符文來鑲嵌裝備。
- 轉換系統：同類型的裝備，需有一定的金幣才可轉換。
- 精煉系統（25等）：藉由精煉石，精煉出高檔的手環、項鍊、戒指、徽章。

## 副本系統

### 多人副本系統
在勇士大廳中，把彈彈堂的副本簡化許多，有VIP的可使用橫掃千軍（快捷鍵T），但無法用體力掃蕩多人副本。

### 單人副本系統
在遠征瑪頭中，有各式各樣的單人副本，包含突襲模式、打怪模式、採礦模式，有VIP的可使用橫掃千軍（快捷鍵T），當然也可用體力掃蕩打怪模式的單人副本，來提升自己的戰力與等級。

## 相關連結
- （繁體中文）新彈彈堂官方網站(efunfun) （页面存档备份，存于）
- （繁體中文）新彈彈堂官方網站(台灣淘米)